# Als Kirke
Als Kirke er en kirke i Als, Als Sogn, Hadsund Provsti. Kirken ligger på en bakke med udsigt udover Kattegat. Tidligere var der på På kirkens nordside indridset tallet 1309. Det er formentlig året for kirkens færdiggørelse.
Kirkebygningen består af senromansk rundbuestil apsis, skib og kor. I 1500 gennemgik kirken en omfattende bygningsforandring. Samme årstal blev kirketårnet også opført.